# Wilhelm Wundt
Wilhelm Maximilian Wundt (n. 16 august 1832, Neckarau⁠(d), Marele Ducat de Baden, Germania – d. 31 august 1920, Leipzig, Republica de la Weimar) a fost un psiholog, fiziolog și filozof german, întemeietor al psihologiei ca știință autonomă, fondator al primului laborator de psihologie experimentală și primul care a utilizat metoda experimentală a introspecției.

## Biografie
S-a născut la Neckarau, astăzi un cartier al orașului Mannheim, ca fiu al unui pastor luteran. Era un copil precoce care prefera să studieze retras, în liniște.
În perioada 1851-1856 a studiat la Universitățile din Tübingen, Heidelberg și Berlin. Printre celebrii săi profesori îi putem menționa pe Johannes Peter Müller și Emil du Bois-Reymond.
În 1857 își dă doctoratul la Heidelberg. În perioada 1858-1863 a fost asistentul lui Hermann von Helmholtz căruia, 8 ani mai târziu, îi devine succesor.
În perioada 1863-1871 ține prelegeri de fiziologie, psihologie și mai ales de „psihologie fiziologică”, un domeniu pe care l-a promovat.
În 1874 devine profesor de „filozofie inductivă” la Zürich, iar în perioada 1875-1917 este profesor de filozofie și psihologie experimentală la Leipzig. În 1879 creează la Leipzig primul laborator de psihologie experimentală, inaugurând astfel etapa științifică a psihologiei.

## Scrieri
- 1862: Beiträge zur Theorie der Sinneswahrnehmung ("Contribuții la teoria percepției"), Leipzig, Heidelberg: C. F. Winter
- 1874: Grundzüge der physiologischen Psychologie ("Fundamentel psihologiei fiziologice"), Leipzig: Engelmann;
- 1896: Grundriß der Psychologie ("Bazele psihologiei"), Leipzig: Engelmann;
- 1886: Ethik: Eine Untersuchung der Thatsachen und Gesetze des sittlichen Lebens ("Etică: O cercetare a faptelor și legilor vieții morale"), Stuttgart: Enke.
- 1904-1920: Völkerpsychologie (”Psihologie populară”) (10 vol.)